# The Gospel
Pour les articles homonymes, voir Gospel (homonymie).
Pour plus de détails, voir Fiche technique et Distribution.
The Gospel est un film dramatique américain réalisé par Rob Hardy (en) et sorti en 2005. Il replace la parabole du fils prodigue dans un contexte contemporain.

## Synopsis
David Taylor est le fils du pasteur Fred Taylor et chante dans la chorale de l’église chrétienne évangélique dont son père est pasteur . Il est très ami avec Frank, qui est amoureux de sa cousine Charlene. David est un garçon zélé mais lorsque sa mère fait un malaise et meurt à l’hôpital, il blâme son père de ne pas avoir été proche d'elle pendant son agonie.
Dix-huit ans plus tard, David est un artiste dans le showbiz de Los Angeles, se produisant dans des boites de nuit, vivant une vie de débauche, assisté par son ami Wesley. Il apprend que son père qui est pasteur d'une église évangélique à Atlanta, est malade, et décide de rentrer chez lui. Il apprend que Frank est devenu le second de son père, il est marié à Charlene mais sans enfants. Fred annonce à son fils qu'il est atteint d'un cancer de la prostate. Le retour de David semble menacer la position de Frank comme futur pasteur de l’église.

## Fiche Technique
- Titre : The Gospel
- Réalisation : Rob Hardy
- Scénario : Rob Hardy
- Production : Will Packer
- Société de production : Rainforest Films
- Société de distribution : Screen Gems
- Durée : 105 minutes
- Genre : Drame, Religieux
- Date de sortie : 7 octobre 2005
- Budget : 4 000 000 dollars
- Box-Office : 15 778 152 dollars
- Pays d'origine : États-Unis

## Distribution
- Boris Kodjoe (V.F : Frantz Confiac) : David Taylor
- Idris Elba (V.F : Paul Borne) : Charles Frank
- Clifton Powell (V.F : Thierry Desroses) : Fred Taylor
- Nona Gaye (VF: Vanina Pradier) : Charlene Taylor-Frank
- Donnie McClurkin (V.F: Sylvain Lemarié) : Diacre Hunter
- Omar Gooding (V.F : Lucien Jean-Baptiste) : Wesley

## Réception

### Box-office
Le film a récolté 15,7 millions de dollars au box-office mondial pour un budget de 4 millions de dollars .